# Michael Bisping
Michael Bisping (* 28. Februar 1979 in Zypern als Michael Gavin Joseph Bisping) ist ein britischer Mixed-Martial-Arts-Kämpfer und ehemaliger UFC-Mittelgewicht-Champion. Bispings Kampfbilanz betrug zum Karriereende im Jahr 2017 30 Siege und neun Niederlagen.
2025 war er in Red Sonja zu sehen.

## Sportliche Laufbahn
Bisping begann seine MMA-Karriere 2004 bei der Veranstaltung Pride & Glory 2 - Battle of the Ages als Schwergewicht. Nach weiteren Siegen in der UK Mixed Martial Arts Championship, bei Cage Rage, CWFC und FX3, wurde er 2006 Sieger der dritten Staffel von The Ultimate Fighter des Veranstalters Ultimate Fighting Championship. Seither tritt er regelmäßig an UFC-Events an. Im November 2007 erlitt er gegen Rashad Evans seine erste Niederlage und wechselte daraufhin ins Mittelgewicht. Auch gegen Dan Henderson und Wanderlei Silva verlor er. Sein Sieg gegen Denis Kang im November 2009 wurde zum Fight of the Night gewählt. Bei einer Niederlage gegen Vitor Belfort im Jahr 2013 erlitt er eine Augenverletzung und musste in Folge ein Auge entfernen lassen, blieb aber dem Kampfsport treu. Bispings überraschender Sieg gegen Anderson Silva im Februar 2016 wurde zum Fight of the Night gewählt. Wegen einer Verletzung von Chris Weidman erhielt Bisping bei UFC 199 am 4. Juni 2016 erstmals die Chance, um einen UFC-Weltmeistertitel zu kämpfen. Obwohl er als krasser Außenseiter in den Kampf ging, knockte er den Titelverteidiger Luke Rockhold sensationell in der ersten Runde aus. Bei UFC 204 gelang Bisping seine erste Titelverteidigung durch einen Punktsieg im Rematch gegen Dan Henderson.
In seinem 2019 erschienenen Buch Quitters Never Win - My Life in UFC beschreibt Bisping ausführlich seine Kampfsportkarriere.
| Resultat   | Bilanz | Gegner            | Entscheidung                    | Veranstaltung                           | Datum              | Runden | Zeit | Ort                            | Anmerkungen                                                      |
| ---------- | ------ | ----------------- | ------------------------------- | --------------------------------------- | ------------------ | ------ | ---- | ------------------------------ | ---------------------------------------------------------------- |
| Niederlage | 30–9   | Kelvin Gastelum   | KO (Punch)                      | UFC Fight Night: Bisping vs Gastelum    | 25. November 2017  | 1      | 2:30 | Shanghai, China                |                                                                  |
| Niederlage | 30–8   | Georges St-Pierre | Submission, RNC                 | UFC 217 Bisping vs. St-Pierre           | 4. November 2017   | 3      | 4:23 | New York, USA                  |                                                                  |
| Sieg       | 30–7   | Dan Henderson     | nach Punkten                    | UFC 204 Bisping vs. Henderson 2         | 8. Oktober 2016    | 5      | 5:00 | Manchester, England            |                                                                  |
| Sieg       | 29–7   | Luke Rockhold     | KO (Punch)                      | UFC 199                                 | 4. Juni 2016       | 1      | 3:36 | Inglewood, Kalifornien, USA    | UFC Middleweight Championship gewonnen, Performance of the Night |
| Sieg       | 28–7   | Anderson Silva    | nach Punkten                    | UFC Fight Night: Silva vs. Bisping      | 27. Februar 2016   | 5      | 5:00 | London, Vereinigtes Königreich | Fight of the Night                                               |
| Sieg       | 27–7   | Thales Leites     | nach Punkten                    | UFC Fight Night: Bisping vs. Leites     | 18. Juli 2015      | 5      | 5:00 | Glasgow, Schottland            |                                                                  |
| Sieg       | 26–7   | C.B. Dollaway     | Technischer KO                  | UFC 186                                 | 25. April 2015     | 3      | 5:00 | Montreal, Kanada               |                                                                  |
| Niederlage | 25–7   | Luke Rockhold     | Submission (Mounted-Guillotine) | UFC Fight Night: Rockhold vs. Bisping   | 7. November 2014   | 2      | 0:57 | Sydney, Australien             |                                                                  |
| Sieg       | 25–6   | Cung Le           | Technischer KO                  | UFC Fight Night: Bisping vs. Le         | 23. August 2014    | 4      | 0:57 | Macau, China                   |                                                                  |
| Niederlage | 24–6   | Tim Kennedy       | nach Punkten (einstimmig)       | UFC Fight Night: Bisping vs. Kennedy    | 16. April 2014     | 5      | 5:00 | Québec, Québec, Kanada         |                                                                  |
| Sieg       | 24–5   | Alan Blecher      | nach Punkten (einstimmig)       | UFC Nations Finale: Bisping vs. Belcher | 27. April 2014     | 3      | 4:29 | Newark, New Jersey, USA        |                                                                  |
| Niederlage | 23–5   | Vitor Belfort     | Technischer KO                  | UFC on FX: Belfort vs. Bisping          | 19. Januar 2013    | 2      | 1:27 | São Paulo, Brasilien           |                                                                  |
| Sieg       | 23–4   | Brian Stann       | nach Punkten                    | UFC 152: Jones vs. Belfort              | 22. September 2012 | 3      | 5:00 | Toronto, Kanada                |                                                                  |
| Niederlage | 22–4   | Chael Sonnen      | nach Punkten                    | UFC on Fox 2 - Evans vs. Davis          | 28. Januar 2012    | 3      | 5:00 | Chicago, USA                   |                                                                  |
| Sieg       | 22–3   | Jason Miller      | TKO                             | The Ultimate Fighter Season 14 Finale   | 3. Dezember 2011   | 3      | 1:27 | Las Vegas, USA                 |                                                                  |
| Sieg       | 21–3   | Jorge Rivera      | TKO                             | UFC 127: Penn vs. Fitch                 | 27. Februar 2011   | 2      | 1:54 | Sydney                         |                                                                  |
| Sieg       | 20–3   | Yoshihiro Akiyama | nach Punkten                    | UFC 120: Bisping vs. Akiyama            | 16. Oktober 2010   | 3      | 5:00 | London, England                | Fight of the Night                                               |
| Sieg       | 19–3   | Dan Miller        | nach Punkten                    | UFC 114: Rampage vs. Evans              | 29. Mai 2010       | 3      | 5:00 | Las Vegas, USA                 |                                                                  |
| Niederlage | 18–3   | Wanderlei Silva   | nach Punkten                    | UFC 110: Nogueira vs. Velasquez         | 20. Februar 2010   | 3      | 5:00 | Sydney, Australien             |                                                                  |
| Sieg       | 18–2   | Denis Kang        | Technischer KO                  | UFC 105: Couture vs. Vera               | 14. November 2009  | 2      | 4:24 | Manchester, England            | Fight of the Night                                               |
| Niederlage | 17–2   | Dan Henderson     | KO (Punch)                      | UFC 100                                 | 11. Juli 2009      | 2      | 3:20 | Las Vegas, USA                 |                                                                  |
| Sieg       | 17–1   | Chris Leben       | nach Punkten                    | UFC 89: Bisping vs. Leben               | 18. Oktober 2008   | 3      | 5:00 | Birmingham, England            | Chris Leben wurde nach dem Kampf positiv auf Steroide getestet.  |
| Sieg       | 16–1   | Jason Day         | Technischer KO                  | UFC 85: Bedlam                          | 7. Juni 2008       | 1      | 3:42 | London, England                |                                                                  |
| Sieg       | 15–1   | Charles McCarthy  | Technischer KO                  | UFC 83: Serra vs. St-Pierre II          | 19. April 2008     | 1      | 5:00 | Montreal, Kanada               | UFC-Mittelgewicht-Debüt                                          |
| Niederlage | 14–1   | Rashad Evans      | nach Punkten                    | UFC 78: Validation                      | 17. November 2007  | 3      | 5:00 | Newark, USA                    |                                                                  |
| Sieg       | 14–0   | Matt Hamill       | nach Punkten                    | UFC 75: Champion vs. Champion           | 8. September 2007  | 3      | 5:00 | London, England                |                                                                  |
| Sieg       | 13–0   | Elvis Sinosic     | Technischer KO                  | UFC 70: Nations Collide                 | 21. April 2007     | 2      | 1:40 | Manchester, England            | Fight of the Night                                               |
| Sieg       | 12–0   | Eric Schafer      | Technischer KO                  | UFC 66: Liddell vs Ortiz II             | 30. Dezember 2006  | 1      | 4:24 | Las Vegas, USA                 |                                                                  |
| Sieg       | 11–0   | Josh Haynes       | Technischer KO                  | The Ultimate Fighter 3 Finale           | 24. Juni 2006      | 2      | 4:14 | Las Vegas, USA                 | Sieger des Ultimate Fighter 3 Light Heavyweight Contest          |
| Sieg       | 10–0   | Ross Pointon      | Aufgabe                         | CWFC - Strike Force 4                   | 26. November 2005  | 1      | 2:00 | Coventry, England              |                                                                  |
| Sieg       | 9–0    | Jakob Lovstad     | Aufgabe                         | CWFC - Strike Force 3                   | 1. Oktober 2005    | 1      | 1:10 | Coventry, England              |                                                                  |
| Sieg       | 8–0    | Miika Mehmet      | Technischer KO                  | CWFC - Strike Force 2                   | 16. Juli 2005      | 1      | 3:01 | Coventry, England              |                                                                  |
| Sieg       | 7–0    | Alex Cook         | Aufgabe                         | FX3 - Xplosion                          | 18. Juni 2005      | 1      | 3:21 | Reading, England               | FX3 Light Heavyweight Champion                                   |
| Sieg       | 6–0    | Dave Radford      | Technischer KO                  | CWFC - Ultimate Force                   | 30. April 2005     | 1      | 2:46 | Sheffield, England             |                                                                  |
| Sieg       | 5–0    | Mark Epstein      | KO                              | Cage Rage 9 - No Mercy                  | 27. November 2004  | 3      | 4:43 | London, England                |                                                                  |
| Sieg       | 4–0    | Andy Bridges      | KO                              | P & G 3 - Glory Days                    | 7. August 2004     | 1      | 0:45 | Newcastle, England             |                                                                  |
| Sieg       | 3–0    | Mark Epstein      | Technischer KO                  | Cage Rage 7 - Battle of Britain         | 10. Juli 2004      | 2      | 1:27 | London, England                | Cage Rage Light Heavyweight Champion                             |
| Sieg       | 2–0    | John Weir         | Technischer KO                  | UKMMAC 7 - Rage & Fury                  | 30. Mai 2004       | 1      | 0:50 | Essex, England                 |                                                                  |
| Sieg       | 1–0    | Steve Mathews     | Aufgabe                         | P & G 2 - Battle of the Ages            | 10. April 2004     | 1      | 0:38 | Eldon Square, England          |                                                                  |